# Xylomya fasciatus
Xylomya fasciatus är en tvåvingeart som först beskrevs av Thomas Say 1829.  Xylomya fasciatus ingår i släktet Xylomya och familjen lövträdsflugor.
Artens utbredningsområde är Indiana. Inga underarter finns listade i Catalogue of Life.